# 553
553 (DLIII) var ett normalår som började en onsdag i den julianska kalendern.

## Händelser

### Okänt datum
- Andra konciliet i Konstantinopel äger rum. Den monofysitiska statskyrkan står mot påvedömet.

## Födda
- Chen Shubao, Chendynastins siste kejsare.

## Avlidna
- Teia (553 eller 552), ostrogoternas siste kung.